# Río Renegadero
El río Renegadero, o del Renegadero, es un río del sur de la península ibérica perteneciente a la cuenca hidrográfica del Guadalquivir, que discurre por el norte de la provincia de Jaén (España). 

## Curso
El Renegadero nace en Sierra Morena, a los pies del Collado de las Eras (793 m s. n. m.), en la confluencia de varios arroyos que descienden del Cerro de la Estrella (1298 m s. n. m.) y del Puerto del Rey (1127 m s. n. m.). Realiza un recorrido en dirección norte-sur hasta su confluencia con el río Campana, donde gira en dirección suroeste hasta su desembocadura en el río Rumblar en el término municipal de Baños de la Encina.

## Flora y fauna
Según datos obtenidos a través de muestreos piscícolas llevados a cabo entre 2018 y 2019, en el río Renegadero se detectó una diversa comunidad de peces autóctonos con poblaciones abundantes de barbo, calandino, colmilleja y boga además de black-bass como única especie invasora.
El río suele llevar agua casi todo el año y puede desbordarse en otoño como sugieren las numerosas adelfas caídas que aparecen a lo largo de su curso. También abundan los alisos y los almeces en el fondo de barrancos húmedos. En cuanto a la fauna, están presentes el ruiseñor y la lavandera blanca así como la nutria.